# Wincenty Soler
Wincenty Soler O.A.R., Vincente Soler (ur. 4 kwietnia 1867 w Malón, zm. 15 sierpnia 1936 w Motril) – błogosławiony Kościoła katolickiego, ojciec zakonny zakonu augustianów rekolektów, społecznik.

## Życiorys
Po złożeniu ślubów zakonnych w 1883 roku podjął działalność misyjną na Filipinach i tam przyjął święcenia kapłańskie. W 1906 roku powrócił do Hiszpanii i pełnił obowiązki przełożonego, a od 1926 roku generała zakonu. Prowadził działalność społeczną wśród ubogich. Utworzył Katolickie Koło Robotników, wieczorową szkołę dla pracujących i Warsztaty św. Ryty w Motril.
W czasie hiszpańskiej wojny domowej 29 lipca 1936 roku został uwięziony w wyniku denuncjacji. W więzieniu kontynuował misję spowiadając i prowadząc wspólne modlitwy czym doprowadził do jednego nawrócenia. Został rozstrzelany „z nienawiści do wiary” z 18 współwięźniami.
Beatyfikowany w grupie ośmiu męczenników z Motril przez papieża Jana Pawła II.